# Escapism (cançó de Raye)
Escapism (lit. ‘Escapisme’) és una cançó de la cantant i compositora britànica coneguda com Raye amb el raper nord-americà 070 Shake. Aquesta cançó va ser llançada de manera independent el 12 d'octubre de l'any 2022 com a senzill, juntament amb "The Thrill Is Gone", ambdues cançons del proper àlbum de Raye, My 21st Century Blues (2023), el qual serà l'àlbum debut de la cantant. La cançó va ser coescrita per Raye, 070 Shake i Mike Sabath, aquest últim també produint el senzill. El novembre de l'any 2022, es va fer viral a TikTok i va arribar a les llistes internacionals, arribant al número u a Irlanda i al segon al Regne Unit, aquest és el senzill de Raye amb més èxit de la seva carrera fins ara.

## Contingut
La cantant, a l'Oficial Charts Company, va dir que "li encanta com de rebel" és la cançó, ja que no té en compte "l'estàndard" de "l'estructura de la música pop", especialment per durar "més de tres minuts i vint segons".

## Vídeo musical
El vídeo musical va ser dirigit per la cantant, Raye, i l'Otis Dominique i va ser estrenat el 10 de novembre de l'any 2022. Reflecteix la lletra de la cançó, amb la Raye de "festa, bevent i drogant-se per escapar de les seves emocions i anul·lar els seus sentiments" després de trencar amb la relació que tenia amb el seu xicot. El vídeo fa ús de càmeres subjectives.

## Rendiment comercial
"Escapism", després de fer-se viral a la plataforma de TikTok, es va classificar en la 31a posició a la llista de singles del Regne Unit el 25 de novembre de l'any 2022. La gesta va marcar aquesta cançó com el primer senzill en solitari de la cantant en posicionar-se a les llistes des que es va convertir en artista independent l'any 2021. La setmana següent, la cançó va ascendir a la sisena posició, convertint-se en el primer senzill de Raye com artista en solitari en arribar al top deu del Regne Unit. El 9 de desembre, la cançó va aconseguir ascendir al número dos, així convertint-se en el senzill de Raye més altament posicionat a les llistes, fins i tot superant les seves prèvies col·laboracions com; " You Don't Know Me " amb Jax Jones l'any 2016 i " Bed " amb Joel Corry i David Guetta l'any 2021.
A les llistes dels Estats Units, aquest senzill es va convertir en la primera cançó de la cantant en classificar-se a la llista Billboard Hot 100, debutant al número 100. Al Canadà, també va ser el primer cop que un senzill en solitari de Raye apareixia al Canadian Hot 100, arribant al número 43 el 17 de desembre de l'any 2022.

## Llistes
| Llistes (2022)                           | Posició més alta |
| ---------------------------------------- | ---------------- |
| Australia (ARIA)                         | 29               |
| Austria (Ö3 Austria Top 40)              | 49               |
| Belgium (Ultratop 50 Flanders)           | 48               |
| Canada (Canadian Hot 100)                | 43               |
| Czech Republic (Singles Digitál Top 100) | 40               |
| Denmark (Billboard)                      | 25               |
| Finland (Suomen virallinen lista)        | 12               |
| Germany (Official German Charts)         | 28               |
| Global 200 (Billboard)                   | 36               |
| Greece (IFPI)                            | 22               |
| Iceland (Billboard)                      | 11               |
| Ireland (IRMA)                           | 1                |
| Lithuania (AGATA)                        | 27               |
| Luxemburg (Billboard)                    | 11               |
| Netherlands (Single Top 100)             | 9                |
| New Zealand (Recorded Music NZ)          | 11               |
| Norway (VG-lista)                        | 19               |
| Slovakia (Singles Digitál Top 100)       | 47               |
| Sweden (Sverigetopplistan)               | 10               |
| Switzerland (Schweizer Hitparade)        | 18               |
| UK Singles (OCC)                         | 2                |
| UK Indie (OCC)                           | 1                |
| US Billboard Hot 100                     | 100              |

## Historial de llançaments
| Regió    | Versió              | Data                   | Format                     | Etiqueta         |
| -------- | ------------------- | ---------------------- | -------------------------- | ---------------- |
| Diversos | Original            | 12 d'octubre de 2022   | Digital download streaming | Human Re Sources |
| Diversos | Accelerat           | 25 de novembre de 2022 | Digital download streaming | Human Re Sources |
| Diversos | En viu a Metropolis | 30 de novembre de 2022 | Digital download streaming | Human Re Sources |
| Diversos | Alentit             | 7 de desembre de 2022  | Digital download streaming | Human Re Sources |